# Spoorlijn Mödrath - Nörvenich
De spoorlijn Mödrath - Nörvenich was een spoorlijn van Mödrath naar Nörvenich in de Duitse deelstaat Noordrijn-Westfalen. De spoorlijn is als lijn 2605 onder beheer van DB Netze.

## Geschiedenis
Het traject tot Oberbolheim werd door de Bergheimer Kreisbahn geopend tussen 1896 en 1905. In 1924 werd de spoorlijn verlengd tot Nörvenich door de Dürener Kreisbahn. In 1960 werd het personenverkeer opgeheven tussen Kerpen en Nörvenich, gevolgd door het goederenverkeer in 1966. In 1972 werd het personenverkeer tussen Mödrath en Kerpen opgeheven, ook hier werd na 6 jaar in 1978 ook het goederenverkeer opgeheven. Thans is de volledige lijn opgebroken.

## Aansluitingen
In de volgende plaats was er een aansluiting op de volgende spoorlijnen:
Mödrath
DB 2601, spoorlijn tussen Mödrath en Rommerskirchen
DB 2606, spoorlijn tussen Erftstadt en Mödrath
DB 2607, spoorlijn tussen Benzelrath en Mödrath
Nörvenich
lijn tussen Düren en Embken